# 小約翰·德·莫爾
小約翰·德·莫爾（荷蘭語：Johannes Hendrikus Hubert "John" de Mol, Jr.；1955年4月24日—）是荷蘭的一位媒體大亨。他是Endemol和Talpa公司的創辦人之一。他通過製作電視節目獲得了大量財富，著名電視節目名人老大哥、荷蘭之聲就是他的節目製作公司出品。2005年，他被福布斯雜誌列入世界最富有的500人行列。2007年5月，他成為義大利電視公司Mediaset的大股東之一。2004年，他創辦了自己的電視台。

## 外部連結
- Official Talpa Website （页面存档备份，存于）